# جيسي ستاركي
جيسي ستاركي (بالإنجليزية: Jesse Starkey)‏ هو لاعب كرة قدم بريطاني في مركز الوسط، ولد في 1 سبتمبر 1995 في برايتون في المملكة المتحدة. لعب مع نادي تشيلسي.

## وصلات خارجية
- جيسي ستاركي على موقع قاعدة بيانات كرة القدم.إي يو (الإنجليزية)
- جيسي ستاركي على موقع Soccerbase.com (لاعب) (الإنجليزية)
- جيسي ستاركي على موقع Soccerway.com (الإنجليزية)